# Isachne lutchuensis
Isachne lutchuensis är en gräsart som beskrevs av Sumihiko Hatusima och Tetsuo Michael Koyama. Isachne lutchuensis ingår i släktet Isachne och familjen gräs. Inga underarter finns listade i Catalogue of Life.